# Surmaq
Surmaq (em persa: سورمق, também romanizada como Sūrmaq; também conhecida como Soormagh e Sūrmak) é uma cidade do distrito central do condado de Abadeh, na província de Fars, no Irã. Segundo o censo de 2006, sua população era de 3 116, em 917 famílias.